# Soneacine (Pervozvanivka), Kirovohrad
Soneacine (în ucraineană Сонячне) este un sat în comuna Pervozvanivka din raionul Kirovohrad, regiunea Kirovohrad, Ucraina.

## Demografie
Componența lingvistică a localității Soneacine
     Ucraineană (86,72%)
     Rusă (12,93%)
     Alte limbi (0,35%)
Conform recensământului din 2001, majoritatea populației localității Soneacine era vorbitoare de ucraineană (86,72%), existând în minoritate și vorbitori de rusă (12,93%).